# 上町村
上町村（かんまちむら）は、石川県鳳至郡に存在した村である。

## 地理

### 隣接していた市町村
- 町
  - 鳳至郡宇出津町
- 村
  - 鳳至郡柳田村・岩井戸村・神野村・珠洲郡木郎村・黒峰村

## 歴史

### 沿革
- 1889年（明治22年）4月1日 町村制の施行により、鳳至郡上町村、合鹿村、久田村、天坂村、寺分村及び五郎左衛門分村を廃し、その区域をもって鳳至郡上町村を設置する。
- 1908年（明治41年）4月1日 鳳至郡柳田村、上町村及び岩井戸村を廃し、その区域をもって鳳至郡柳田村を設置する。上町村の6大字は柳田村に継承。

## 行政

### 村長
| 代 | 人 | 氏名       | 就任                       | 退任                       | 備考 |
| -- | -- | ---------- | -------------------------- | -------------------------- | ---- |
| 1  | 1  | 中谷平兵衛 | 1890年（明治23年）8月29日  | 1891年（明治24年）3月?日   |      |
| 2  | 2  | 広瀬栄次郎 | 1891年（明治24年）4月7日   | 1891年（明治24年）?月?日   |      |
| 3  | 3  | 吉崎万蔵   | 1891年（明治24年）?月?日   | 1895年（明治28年）4月6日   |      |
| 4  | 3  | 吉崎万蔵   | 1895年（明治28年）5月8日   | 1896年（明治29年）9月18日  |      |
| 5  | 4  | 猪口虎吉   | 1897年（明治30年）2月25日  | 1901年（明治34年）2月24日  |      |
| 6  | 4  | 猪口虎吉   | 1901年（明治34年）4月9日   | 1903年（明治36年）6月1日   |      |
| 7  | 4  | 猪口虎吉   | 1903年（明治36年）7月7日   | 1903年（明治36年）7月14日  |      |
| 8  | 4  | 猪口虎吉   | 1903年（明治36年）9月17日  | 1904年（明治37年）10月29日 |      |
| 9  | 5  | 上野与十郎 | 1904年（明治37年）12月21日 | 1905年（明治38年）7月25日  |      |
| 10 | 6  | 砂山武俊   | 1905年（明治38年）8月2日   | 1905年（明治38年）9月8日   |      |
| 11 | 7  | 中橋字小   | 1905年（明治38年）9月8日   | 1907年（明治40年）12月?日  |      |
| 12 |    | 広瀬栄次郎 | 1907年（明治40年）12月27日 | 1908年（明治41年）3月31日  |      |